# Longford Castle
Longford Castle er et slot, der står på bredden af floden Avon syd for Salisbury i Wiltshire, England. Det er sæde for jarlen af Radnor, og det er et eksempel på elisabethansk arkitektur.